# JWマリオット・パナマ
座標: 北緯8度58分32秒 西経79度30分26秒 / 北緯8.975556度 西経79.507174度
JWマリオット・パナマ（JW Marriott Panama）はパナマのパナマシティに造成された70階立てで床面積2,500,000ft2(230,000m2)の、混合用途の水辺地帯にあるホテル・マンションである。
高さは284メートルで、超高層ビルの多いパナマシティの建物の中でももっとも高い。建設時にはラテンアメリカでもっとも高いビルだったが、2013年にチリのグラントーレ・サンティアゴに抜かれた。

## 名称
JWマリオット・パナマは何度か名前を変えている。最初ドナルド・トランプが出資してトランプオーシャンクラブの名で呼ばれた。その後トランプオーシャンクラブ・インターナショナル・ホテル・アンド・タワーと呼ばれたが、2018年3月ににキプロス生まれのギリシア系不動産投資家オレスティス・フィンティクリスが建物の大部分を買収した後に裁判に訴えてホテル名からトランプの名を除き、バイア・グランド・パナマと改称した。同年9月にマリオット・インターナショナルが介入して、現在のJWマリオット・パナマに再び名前を変えた。

## 歴史
この計画はコロンビアの設計会社アリアス・セルナ・サラビア S.A.によって設計された。この建物は太平洋とプンタ・パシフィカ地域にあるパナマ湾を望む海辺に立地している。この建物は不動産王であるドナルド・トランプが運営するトランプ・オーガナイゼーションと、パナマのリゾート造成業者であるKグループの社長であるロジャー・ハフィフによって建てられた。この計画には369室のコンドミニアム・ホテルの部屋と、700室のマンションの部屋と、1500台分の駐車場と、 小売店と、カジノと、ビベロス島の私的に使われるビーチクラブと、ヨットクラブ・桟橋と、健康保養所と、体育館と、船尾楼甲板と、会議やイベントのためのスペースと、と、ビジネスセンターとが含まれている。
このホテルは2011年7月6日に開業した。2011年9月21日のブルームバーグ報によると、ニューランド・インターナショナル・プロパティーズが建設のための財源として発行した2億2000万米ドルの社債をフィッチ・レーティングスがCCsfからB-sfへ格下げした。フィッチ・ドキュメントによると、
アパートの部屋を購入する客の意欲と能力が継続して不確実であることが原因である。
2012年11月、サン・インターナショナル(en)が、床面積75,000ft2
(7,000m2)で、600台のスロットマシンと32種類のテーブルゲームがあるカジノを開業させる計画を告知した。サン・インターナショナルは
その土地の権利を得るために4550万米ドルを支払い、カジノを2014年半ばに開業させるためにさらに6000万米ドルをかけることを計画していた。
アラブ首長国連邦のドバイにあるホテルであるブルジュ・アル・アラブと似ている度合いが範囲を越えているとして、訴訟手続きが行われた。

## ギャラリー
- 2008年、建設中のホテル
- 竣工後
- 画像の左側にある建物はパナマで最も高い超高層ビルである